# 574年
| 千纪： | 1千纪 |
| 世纪： | 5世纪 \| 6世纪 \| 7世纪                                                                                  |
| 年代： | 540年代 \| 550年代 \| 560年代 \| 570年代 \| 580年代 \| 590年代 \| 600年代                                |
| 年份： | 569年 \| 570年 \| 571年 \| 572年 \| 573年 \| 574年 \| 575年 \| 576年 \| 577年 \| 578年 \| 579年          |
| 纪年： | 甲午年（马年）；高昌延昌十四年；北齊武平五年；西梁天保十三年；南朝陳太建六年；北周建德三年；新罗鴻濟三年 |

## 大事记
- 北周武帝滅佛。

## 出生
- 2月7日——聖德太子：日本皇族、政治家。（621年去世，47岁）